# Композитний ордер

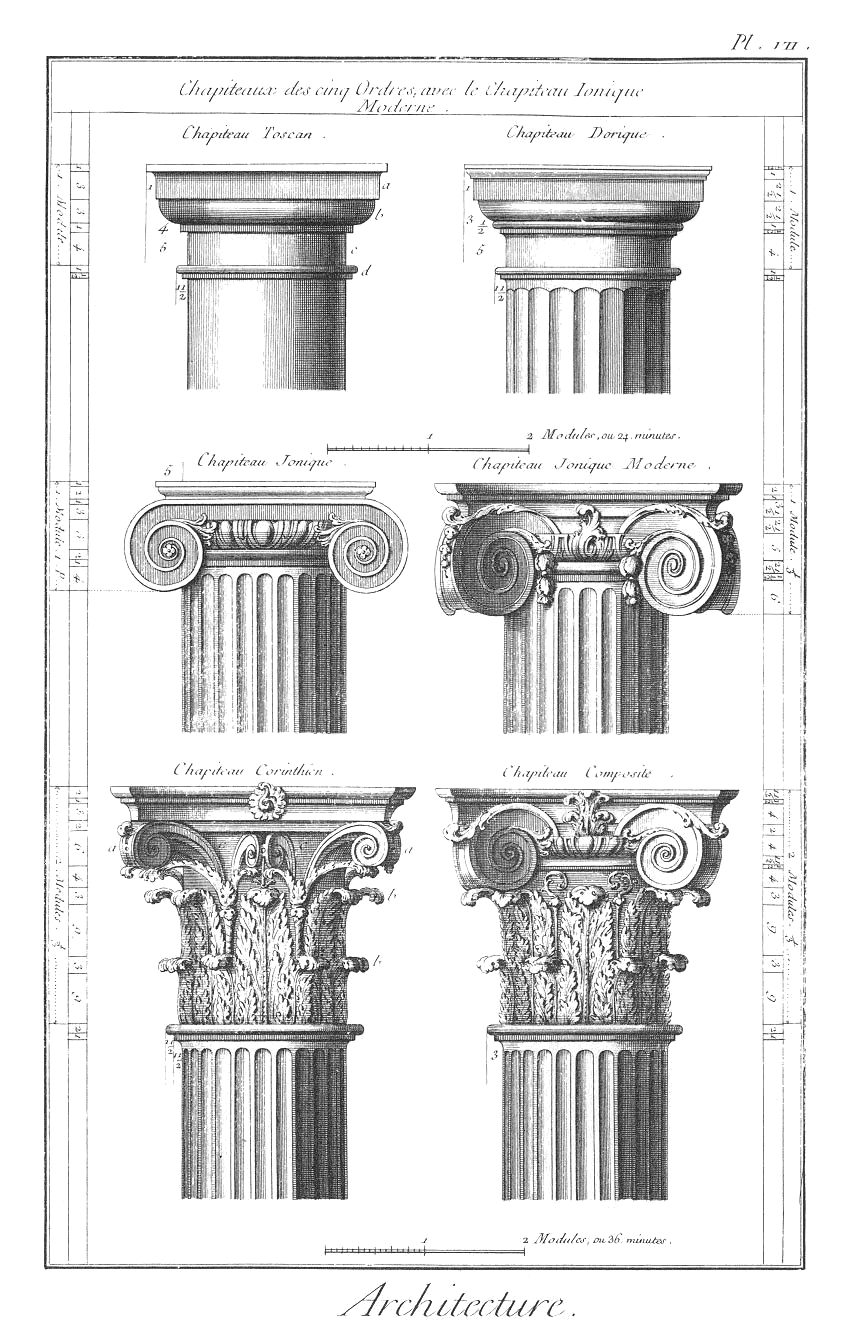
Класичні ордери. Типовий приклад композитного ордеру зображено у нижньому ряді праворуч.

Компози́тний о́рдер (італ. ordine composito — «мішаний ордер») — один з ордерів класичної архітектури. Поєднує елементи іонічного та коринфського ордерів; відзначається особливою пишнотою та помпезністю.
Капітель колони композитного ордера часто має чотири великі волюти, як в іонічному ордері, а дзвін оточено двома ярусами акантового листя подібно до коринфського. Капітель інколи оздоблюють скульптурними зображеннями гіпокампів, грифонів, кентаврів, через що вона схожа на бестіарій з ботанічним садом. Антаблемент — складний і розкішно декорований.